# Pagonana dilatata
Pagonana dilatata är en kräftdjursart som först beskrevs av Vanhoeffen 1914.  Pagonana dilatata ingår i släktet Pagonana och familjen Paramunnidae. Inga underarter finns listade i Catalogue of Life.